# Cyperus burkartii
Cyperus burkartii là một loài thực vật có hoa trong họ Cói. Loài này được Guagl. mô tả khoa học đầu tiên năm 1990 publ. 1991.